# Дам, Фредрик
Фредрик Дам (норв. Fredrik Dahm; родился 26 октября 1982 года, Осло, Норвегия) — норвежский футболист, нападающий клуба «Корсволл».

## Карьера
Фредрик Дам является воспитанником «Люна». Он сыграл четыре игры в 2000 году, где даже успел забить, но затем получил травму. 1 января 2003 года перешел из «Люна» в «Лёренскуг», а 1 января 2006 года перешёл в «Спарту Сарпсборг». В 2007—2008 году играл за «Дрёбак-Фрогн», после чего вернулся в «Люн», где сыграл в последнем матче для клуба на стадионе «Уллевол».
Он является старшим братом Мадса Дама, который также выступал за «Люн».